# Station Mouans-Sartoux
Station Mouans-Sartoux is een spoorwegstation in de Franse gemeente Mouans-Sartoux.